# Iso Velikanović
Isidor "Iso" Velikanović (Šid, 29 de marzo de 1869 - Zagreb, 21 de agosto de 1940), periodista, escritor, satírico y traductor croata. Pertenecía al grupo croata de los Šokci.

## Biografía
Inició la carrera de medicina en Viena, pero no la concluyó y marchó a Sremska Mitrovica, donde publicó el periódico humorístico y satírico Knut; cuando estalló la guerra en 1914 se fue a vivir a Zagreb.
Sus traducciones del español, del francés y del ruso fueron particularmente apreciadas. Se destaca su traducción de Don Quijote al croata.
También tradujo los poemas épicos Grażyna y Konrad Wallenrod del polaco Adam Mickiewicz, entre otras obras.

## Obras
Escribió comedias y novelas humorísticas, con un humor comparable al del ruso Nicolás Gogol:
- Otmica
- Knez od Lidije
- Posvatovci
- Tulumović udaje kćer

Asimismo compuso un diccionario español-coata:
- Diccionario español-croato [sic] / Spanjolsko-hrvatski prirucni rejecnik. Zagreb: St. Kugli, 1928.